# Коротков, Константин Сергеевич
Константин Сергеевич Коротков (род. 25 января 1972) — советский и российский хоккеист, нападающий. Мастер спорта СССР, отличник физической культуры и спорта.

## Биография
Сын хоккеиста Сергея Короткова. Также воспитанник московского «Спартака», за который провёл бо́льшую часть карьеры в сезонах 1987/88 — 1996/97, 1998/99. В начале карьеры смотрелся лучше Павла Буре. В сезоне 1997/98 играл в чемпионате Италии за клуб «Курмаоста» Курмайёр, обладатель Кубка Италии 1998. Играл в низших российских лигах за «Стандарт» Менделеево, «Нефтяник» Альметьевск, «Кристалл-2» Электросталь (все — в сезоне 1999/2000), «Металлург» Серов (2000/01 — 2003/04).
Чемпион мира среди молодёжных команд 1992 года.
Детский тренер, директор московской спортивной школы «Центр». Награждён знаком «Отличник физической культуры и спорта».